# Herb Mokotowa
Herb Mokotowa – według legendy jest związany z osobą księżnej Izabeli Lubomirskiej, właścicielki osiemnastowiecznej posiadłości Mon coteau (nazwa nawiązywała zapewne do wcześniejszej osady z tych terenów, Mokotowo), gdzie wybudowany został pałacyk Lubomirskiej, znany obecnie jako pałacyk Szustra. Nad wejściem do budynku znajdował się tympanon, pośrodku którego umieszczono herb Mon coteau - fantazyjną tarczę z inicjałami "I.L.", zwieńczoną pięcioramienną koroną z krzyżem.
Herb Mokotowa odzwierciedla kształt tej tarczy oraz korony, dodatkowo przepasany jest dwukolorową wstęgą w barwach Warszawy.